# 瑞良
瑞良（1862年—1938年），字鼎臣 ，富察氏，正黄旗，清朝政治人物。
監生出身，光緒二年，考取內閣中書。光緒七年，任內閣貼寫中書。光緒十三年，任總理衙門章京。光緒二十年，任菩陀峪萬年吉地監修官。光緒二十一年，隨張蔭桓赴廣島。次年，任同文館幫提調、幫總辦、戶部雲南司郎中，隨張蔭桓赴日本訂商約。光緒二十三年，任參贊官隨張蔭桓出洋。次年任總理衙門總辦章京。光緒二十七年，掌八旗俸餉處印鑰，任外務部左丞。光緒二十九年，任河南布政使。光緒三十二年，護河南巡撫。同年，任江西巡撫。光緒三十四年，署吏部右侍郎。宣統元年，任實錄副總裁官。宣統二年，任吏部右侍郎，暫署綏遠城將軍、節制綏遠城等處墾務。